# Duitse inval Hoogstraten
De Duitse inval in Hoogstraten aan het begin van de Eerste Wereldoorlog vond plaats op woensdag 14 oktober 1914.
Het Beleg van Antwerpen eindigde op 10 oktober 1914 met een overwinning voor de Duitsers. Het Belgische leger werd uiteengeslagen, en sommige soldaten uit de Antwerpse forten strandden in de Kempen omdat ze de Schelde niet meer konden oversteken. Een groepje geniesoldaten, belast met het vernielen van spoorlijnen en bruggen, voegde zich later bij hen. Zij hadden onder andere een brug tussen Leuven en Tienen opgeblazen. Al dwalend door de bossen bereikten ze de Nederlandse grens en stuitten nabij Meerle op de Duitsers. Dicht bij een Nederlandse grenspost ontaardde dit in een vuurgevecht. De Belgen konden ternauwernood de grens oversteken, waar ze direct door de Nederlandse grenswacht werden ontwapend. De groep bestond uit 102 soldaten en werd in Breda geïnterneerd. Nederland had zich vanaf het begin neutraal verklaard. Later die avond volgde nog een groep van 19 soldaten die in Chaam aankwamen. De Belgen hadden de afgelopen dagen veel ontberingen doorstaan. Van boeren hadden ze vernomen dat verschillende groepen Belgische soldaten rondzwierven, op zoek naar een doorgang door de door Duitse patrouilles bewaakte grens.
Op 15 oktober kwam een stroom vluchtelingen op gang, met burgers uit Hoogstraten en Meerle die richting Breda trokken. De Duitse troepen waren bezig deze plaatsen te bezetten om de vluchtende Belgische soldaten tegen te houden. Regelmatig ontstonden er gevechten. Een groep Belgische soldaten slaagde er zelfs in enkele Duitse krijgsgevangenen te maken, maar door hun uitzichtloze situatie moesten ze hen vrijlaten. Op 15 oktober bezetten de Duitsers het Kapucijnenklooster, het meest noordelijke punt van België.
Omdat Nederland neutraal bleef, werd er later een dodendraad langs de grens opgetrokken, die bewaakt werd door de Duitse grenswacht.